# Listă de filme britanice din 1971
Aceasta este o listă de filme britanice din 1971:

## Lista
| Titlu                                      | Regizor                      | Distribuție                                               | Gen                 | Note                                                                   |
| ------------------------------------------ | ---------------------------- | --------------------------------------------------------- | ------------------- | ---------------------------------------------------------------------- |
| 10 Rillington Place                        | Richard Fleischer            | Richard Attenborough, John Hurt, Judy Geeson              | Crime               |                                                                        |
| The Abominable Dr. Phibes                  | Robert Fuest                 | Vincent Price, Joseph Cotton                              | Horror/comedy       |                                                                        |
| All the Right Noises                       | Gerry O'Hara                 | Tom Bell, Olivia Hussey                                   | Drama               |                                                                        |
| And Now for Something Completely Different | Ian MacNaughton              | Graham Chapman, John Cleese                               | Comedy              | Remakes of sketches from Monty Python's Flying Circus (series 1 and 2) |
| Assault                                    | Sidney Hayers                | Suzy Kendall, Frank Finlay                                | Thriller            |                                                                        |
| Black Beauty                               | James Hill                   | Walter Slezak, Mark Lester                                | Drama               |                                                                        |
| Blood from the Mummy's Tomb                | Seth Holt                    | Valerie Leon, Andrew Keir                                 | Horror              |                                                                        |
| The Blood on Satan's Claw                  | Piers Haggard                | Patrick Wymark, Linda Hayden                              | Horror              |                                                                        |
| Bloomfield                                 | Richard Harris, Uri Zohar    | Richard Harris, Romy Schneider                            | Drama               | Entered into the 21st Berlin International Film Festival               |
| The Boy Friend                             | Ken Russell                  | Twiggy, Christopher Gable                                 | Musical/comedy      |                                                                        |
| Bread                                      | Stanley Long                 | Anthony Nigel, Peter Marinker                             | Musical             | [ 1 ]                                                                  |
| Bronco Bullfrog                            | Barney Platts-Mills          | Del Walker, Anne Gooding                                  | Drama               |                                                                        |
| Burke & Hare                               | Vernon Sewell                | Derren Nesbitt, Harry Andrews                             | Horror              |                                                                        |
| Carry On at Your Convenience               | Gerald Thomas                | Sid James, Kenneth Williams, Joan Sims                    | Comedy              |                                                                        |
| Carry On Henry                             | Gerald Thomas                | Kenneth Williams, Joan Sims                               | Comedy              |                                                                        |
| The Chairman's Wife                        | Gerry O'Hara                 | David de Keyser, Fiona Lewis, John Osborne                | Drama               | Short film                                                             |
| Clinic Exclusive                           | Don Chaffey                  | Georgina Ward, Alexander Davion                           | Comedy              |                                                                        |
| A Clockwork Orange                         | Stanley Kubrick              | Malcolm McDowell, Patrick Magee, Warren Clarke            | Drama               | Number 81 in the list of BFI Top 100 British films                     |
| Countess Dracula                           | Peter Sasdy                  | Ingrid Pitt, Nigel Green                                  | Horror              |                                                                        |
| Creatures the World Forgot                 | Don Chaffey                  | Julie Ege, Brian O'Shaughnessy                            | Adventure           |                                                                        |
| Crucible of Terror                         | Ted Hooker                   | Mike Raven, Mary Maude, James Bolam                       | Horror              |                                                                        |
| Dad's Army                                 | Norman Cohen                 | Arthur Lowe, John Le Mesurier                             | Comedy              | Spin-off of Dad's Army                                                 |
| The Devils                                 | Ken Russell                  | Oliver Reed, Vanessa Redgrave                             | Drama               |                                                                        |
| Diamonds Are Forever                       | Guy Hamilton                 | Sean Connery, Charles Gray, Jill St. John                 | Spy/action          |                                                                        |
| Die Screaming, Marianne                    | Pete Walker                  | Susan George, Barry Evans                                 | Horror thriller     |                                                                        |
| Dr. Jekyll and Sister Hyde                 | Roy Ward Baker               | Ralph Bates, Martine Beswick                              | Horror              |                                                                        |
| Dulcima                                    | Frank Nesbitt                | Carol White, John Mills                                   | Drama               | Entered into the 21st Berlin International Film Festival               |
| An Elephant Called Slowly                  | James Hill                   | Virginia McKenna, Bill Travers                            | Adventure           |                                                                        |
| Family Life                                | Ken Loach                    | Sandy Ratcliff, Bill Dean                                 | Drama               |                                                                        |
| Flight of the Doves                        | Ralph Nelson                 | Ron Moody, Jack Wild, Stanley Holloway                    | Drama               |                                                                        |
| Freelance                                  | Francis Megahy               | Ian McShane, Gayle Hunnicutt                              | Thriller            |                                                                        |
| Friends                                    | Lewis Gilbert                | Sean Bury, Anicée Alvina                                  | Romance             |                                                                        |
| Fright                                     | Peter Collinson              | Ian Bannen, Susan George, Honor Blackman                  | Thriller            |                                                                        |
| Get Carter                                 | Mike Hodges                  | Michael Caine, Ian Hendry, Britt Ekland                   | Crime               | Number 16 in the list of BFI Top 100 British films                     |
| Girl Stroke Boy                            | Bob Kellett                  | Joan Greenwood, Michael Hordern                           | Comedy/drama        |                                                                        |
| The Go-Between                             | Joseph Losey                 | Julie Christie, Alan Bates, Margaret Leighton, Edward Fox | Drama               | Number 57 in the list of BFI Top 100 British films; Palme d'Or winner  |
| Gumshoe                                    | Stephen Frears               | Albert Finney, Billie Whitelaw                            | Mystery             |                                                                        |
| Hands of the Ripper                        | Peter Sasdy                  | Eric Porter, Angharad Rees                                | Horror              |                                                                        |
| Hannie Caulder                             | Burt Kennedy                 | Raquel Welch, Robert Culp                                 | Western             |                                                                        |
| I, Monster                                 | Stephen Weeks                | Christopher Lee, Peter Cushing                            | Horror              |                                                                        |
| Incense for the Damned                     | Robert Hartford-Davis        | Patrick Macnee, Peter Cushing                             | Horror              |                                                                        |
| Kidnapped                                  | Delbert Mann                 | Michael Caine, Lawrence Douglas                           | Adventure           |                                                                        |
| King Lear                                  | Peter Brook                  | Paul Scofield, Irene Worth                                | Drama               |                                                                        |
| The Last Valley                            | James Clavell                | Michael Caine, Omar Sharif                                | Drama               |                                                                        |
| Lust for a Vampire                         | Jimmy Sangster               | Ralph Bates, Barbara Jefford                              | Horror              |                                                                        |
| Macbeth                                    | Roman Polanski               | Jon Finch, Francesca Annis                                | Drama               |                                                                        |
| The Magnificent Seven Deadly Sins          | Graham Stark                 | Harry Secombe, Marty Feldman                              | Comedy              |                                                                        |
| Mary, Queen of Scots                       | Charles Jarrott              | Vanessa Redgrave, Glenda Jackson                          | Historical          |                                                                        |
| Melody                                     | Waris Hussein                | Jack Wild, Mark Lester                                    | Romance             |                                                                        |
| Mr. Forbush and the Penguins               | Arne Sucksdorff              | John Hurt, Hayley Mills                                   | Adventure           |                                                                        |
| Murphy's War                               | Peter Yates                  | Peter O'Toole                                             | World War II        |                                                                        |
| Nicholas and Alexandra                     | Franklin J. Schaffner        | Michael Jayston, Janet Suzman                             | Historical biopic   |                                                                        |
| The Night Digger                           | Alastair Reid                | Patricia Neal, Pamela Brown                               | Thriller            |                                                                        |
| Night Hair Child                           | James Kelly (Andrea Bianchi) | Mark Lester, Britt Ekland, Hardy Krüger                   | Black comedy        |                                                                        |
| The Nightcomers                            | Michael Winner               | Marlon Brando, Stephanie Beacham                          | Horror              |                                                                        |
| On the Buses                               | Harry Booth                  | Reg Varney, Bob Grant, Stephen Lewis                      | Comedy              | TV spin-off                                                            |
| Percy                                      | Ralph Thomas                 | Hywel Bennett, Denholm Elliott, Elke Sommer               | Comedy              |                                                                        |
| Please Sir!                                | Mark Stuart                  | John Alderton, Deryck Guyler, Joan Sanderson              | Comedy              | TV spin-off                                                            |
| Private Road                               | Barney Platts-Mills          | Susan Penhaligon, Bruce Robinson                          | Drama               |                                                                        |
| Psychomania                                | Don Sharp                    | Nicky Henson, Lee Ann Michelle, Roy Holder                | Horror              |                                                                        |
| Quest for Love                             | Ralph Thomas                 | Joan Collins, Tom Bell                                    | Sci-fi/drama        |                                                                        |
| The Raging Moon                            | Bryan Forbes                 | Malcolm McDowell, Nanette Newman                          | Romance             |                                                                        |
| Revenge                                    | Sidney Hayers                | Joan Collins, James Booth                                 | Drama               |                                                                        |
| Secrets                                    | Philip Saville               | Jacqueline Bisset, Robert Powell                          | Drama               | [ 2 ]                                                                  |
| See No Evil                                | Richard Fleischer            | Mia Farrow, Dorothy Alison                                | Thriller            |                                                                        |
| She'll Follow You Anywhere                 | David C. Rea                 | Kenneth Cope, Keith Barron, Hilary Pritchard              | Sex comedy          |                                                                        |
| Sitting Target                             | Douglas Hickox               | Oliver Reed, Jill St. John, Ian McShane                   | Crime drama         |                                                                        |
| The Statue                                 | Rod Amateau                  | David Niven, Virna Lisi                                   | Comedy              |                                                                        |
| Straw Dogs                                 | Sam Peckinpah                | Dustin Hoffman, Susan George                              | Drama/thriller      |                                                                        |
| Suburban Wives                             | Derek Ford                   | Eva Whishaw, Peter May                                    | Sex comedy          |                                                                        |
| Sunday Bloody Sunday                       | John Schlesinger             | Peter Finch, Glenda Jackson, Murray Head, Peggy Ashcroft  | Drama               | Number 65 in the list of BFI Top 100 British films                     |
| The Tales of Beatrix Potter                | Reginald Mills               | Royal Ballet dancers                                      | Dance               |                                                                        |
| A Time for Loving                          | Christopher Miles            | Britt Ekland, Mel Ferrer                                  | Drama               |                                                                        |
| To Catch a Spy                             | Dick Clement                 | Kirk Douglas, Trevor Howard                               | Spy/comedy          |                                                                        |
| A Town Called Hell                         | Robert Parrish               | Telly Savalas, Robert Shaw                                | Western             | Co-production with Spain                                               |
| The Trojan Women                           | Mihalis Kakogiannis          | Katharine Hepburn, Vanessa Redgrave                       | Historical Drama    | Co-production with Greece                                              |
| Universal Soldier                          | Cy Endfield                  | George Lazenby, Ben Carruthers                            | Drama               |                                                                        |
| Unman, Wittering and Zigo                  | John Mackenzie               | David Hemmings, Douglas Wilmer                            | Thriller            |                                                                        |
| Up the Chastity Belt                       | Bob Kellett                  | Frankie Howerd, Graham Crowden, Bill Fraser               | Comedy              |                                                                        |
| Villain                                    | Michael Tuchner              | Richard Burton, Ian McShane, T.P. McKenna                 | Crime               |                                                                        |
| Virgin Witch                               | Ray Austin                   | Ann Michelle, Vicki Michelle                              | Horror              |                                                                        |
| Walkabout                                  | Nicolas Roeg                 | Jenny Agutter, David Gulpilil                             | Coming-of-age drama |                                                                        |
| When Eight Bells Toll                      | Étienne Périer               | Anthony Hopkins, Jack Hawkins                             | Spy/action          |                                                                        |
| Whoever Slew Auntie Roo?                   | Curtis Harrington            | Shelley Winters, Mark Lester                              | Horror              |                                                                        |
| The Yes Girls                              | Lindsay Shonteff             | Sue Bond, Sally Muggeridge                                | Sex comedy          | [ 3 ]                                                                  |
| Zeppelin                                   | Étienne Périer               | Michael York, Elke Sommer                                 | World War I         |                                                                        |